# Màquina de grooves

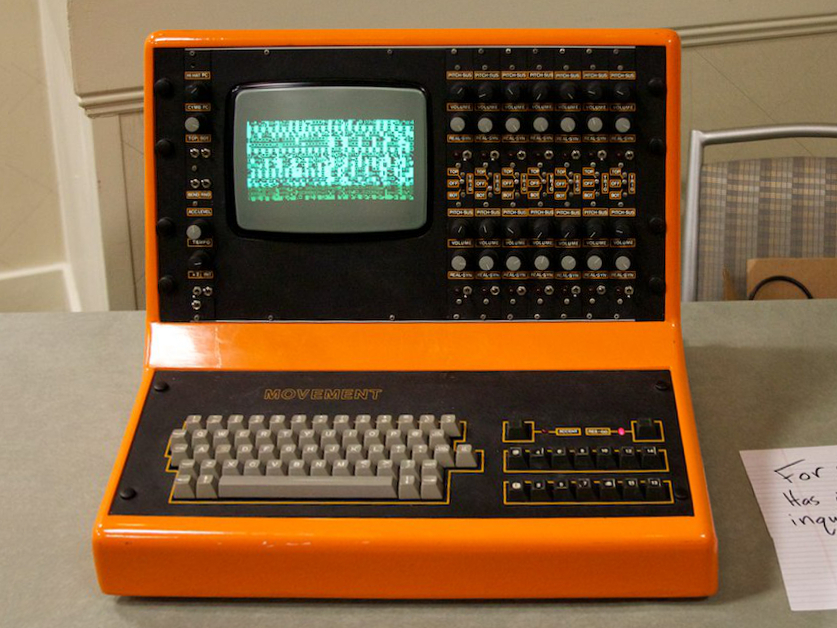
Movement Computer Systems Drum Computer (or Percussion Computer) (c. 1981, UK)

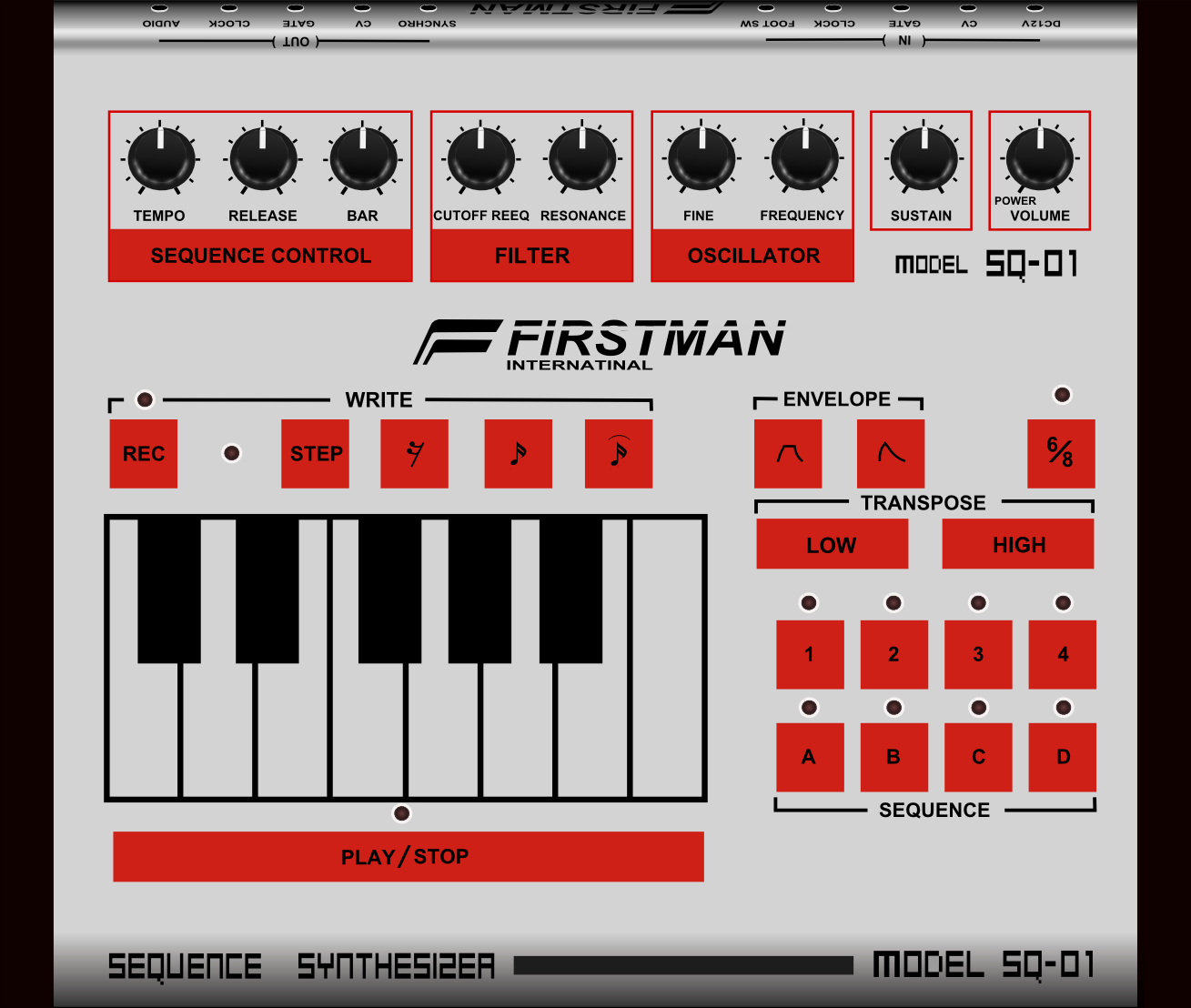
Firstman SQ-01 (1980)

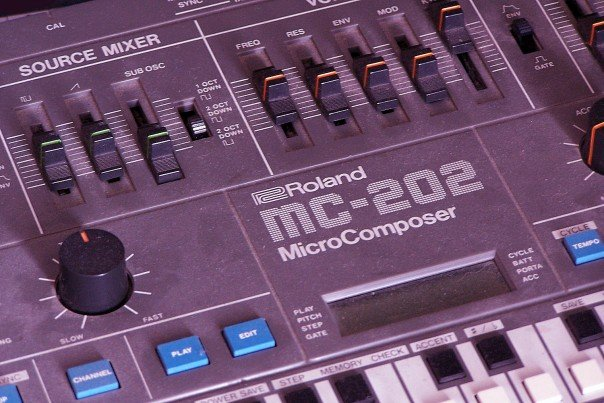
Roland MC-202 (1983)

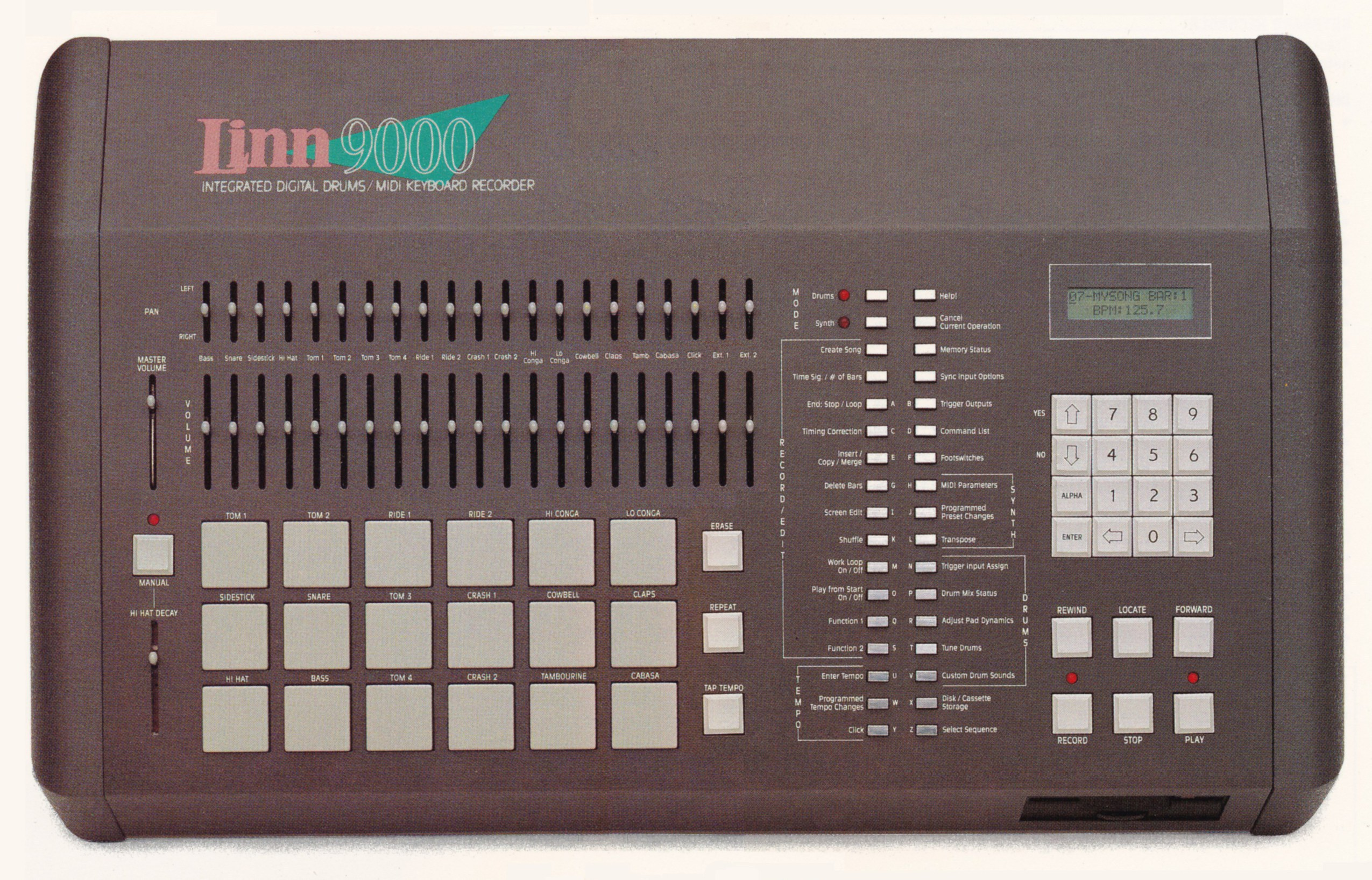
Linn 9000 (1984)

Una màquina de grooves o groovebox és un instrument autònom per a la producció de música electrònica en viu basada en el bucle o loop i amb un alt grau de control de l'usuari que facilita la improvisació. Roland Corporation va utilitzar originalment el terme "Groovebox" per referir-se al seu MC-303, publicat el 1996. Des del 1981, el terme ha estat d'ús general i es remunta al Movement Computer Systems Drum Computer.
Una màquina de grooves consta de tres elements integrats.
- Una o més fonts de so, com ara una caixa de ritmes, un sintetitzador o un mostrejador o sampler.

- Un seqüenciador de música

- Una superfície de control que és una combinació de perilles (potenciòmetre o codificador rotatiu), controls lliscants o sliders, botons i elements de visualització (LED i / o LCD)

La integració d'aquests elements en un sol sistema permet al músic construir i controlar ràpidament una seqüència basada en el patró, sovint amb múltiples esdeveniments musicals com ara veus instrumentals o de percussió reproduint-se simultàniament. Una característica que defineix una màquina de groove és la possibilitat per a l'intèrpret de canviar tant la seqüència com els paràmetres de so en temps real, sense interrupció del rendiment.
Aquestes seqüències també es poden encadenar en una cançó de manera immediata i en viu. Es poden programar seqüències i cançons prèviament guardades, recuperar-les de la memòria i inserir-les en l'actuació en viu mentre es produeix la reproducció. En alguns casos, una representació sencera pot ser executada un sol intèrpret musical i amb una sola màquina de groove. En altres casos, el groovebox és simplement un instrument entre molts.
Això es reflecteix en la gran varietat de màquines de groove disponibles que inclouen funcions com el mostreig (sampler), sintetitzadors d'alta polifonia i possibilitats de seqüenciació, connexió i emmagatzematge extenses.

## Models
Segons l'ordre d'aparició de cada fabricant:
- 1980: Firstman SQ-01 (seqüenciador de passos amb sintetitzadors analògics i controladors de botons integrats)
- 1981: Movement Computer Systems's Movement Drum System I (1981), Movement Drum System II (1983)
- 1983: Roland Corporation's MC-202 (1983–1985)
- 1984: Linn Electronics's Linn 9000 (1984–1986)
- 1986: Sequential Circuits Studio 440 (1986–1987)
- 1986: E-mu Systems SP-12 (1986), SP-1200 (1987), Launch-Pad (1996), Command Stations XL-7, MP-7, PX-7 (2001)
- 1986: Korg DDD-1 (1986), Electribe series (1999–), Monotribe (2011), Volca series (2013)
- 1986: Yamaha RX5 (1986), RX7 (1987), SU700 (1998), RM1x (1999–2002), RS7000 (2001), DX200 (2001), AN200 (2001)
- 1988: Akai's MPC series — MPC60 (1988), MPC500 (2006), MPC1000 (2003), MPC2000 (1997–2000), MPC2000XL (2000–2004), MPC2500, MPC3000 (1994/2000), MPC4000 (2002–2008), MPC5000 (2008–2012), MPC Fly, MPC Renaissance, MPC Studio (2012–), MPC Live (2017–)
- 1996: Quasimidi QM-309 Rave-o-lution (1996)
- 1996: Roland MC-303 (1996–1997), MC-307, MC-505, MC-09, D2, MC-909, MC-808, SP-404, SP-606, SP-808, SP-555, MV-8000 (2003–2006), MV-8800 (2007–2010), EF-303, SH-32
- 1997: Ensoniq ASR-X (1997)
- 1999: Zoom Corporation Sampletrak ST-224 (1999)[6]
- 2004: Elektron Monomachine (2004–2016), Octatrack (2010–), Analof Four (2010–), Digitakt (2017–)
- 2004: Radikal Technologies Spectralis 1 (2004), Spectralis 2 (2009)
- 2009: Native Instruments Maschine (2009–)
- 2010: Beat Kangz Electronics's Beat Thang (2010–)
- 2015: Novation Circuit
- 2016: Pioneer DJ (with Dave Smith) TORAIZ SP-16 (2016),[7] TORAIZ AS-1 (2017)